# 暗澳山
暗澳山，又稱暗洋，是傳說中位於台灣附近的島嶼，有眾多妖魔鬼怪聚居。

## 位置與氣候
暗澳山位於台灣東北部海域，上面無人居住，且有各種奇花異草遍布，景色相當漂亮。
但是，該島每半年才有一次日昇或日落，白天是春夏兩季、黑夜是秋冬兩季，且入夜後，不僅一片黑暗、冰雪紛飛、潛伏在島上的許多妖魔鬼怪就會出現橫行，山谷中甚至有巨蟒飛入空中，讓人無法居住。

## 傳說
據說過去曾有一艘荷蘭船隻在白天時經過暗澳山，覺得當地有供人居住的價值，因此派了200名原住民水手駐紮，並且給了一年份的糧食，當他隔年再度率領船隻前往當地時，卻發現四周一片漆黑，留下來的水手也都不見了，點起火把到處搜尋後，才在水手留下來的石碑上得知暗澳山的特殊情況，而留在那裡的水手早就都逃走或被當地的妖怪殺害了。
而在清領時期，有一個潮州人來台經商，遇上大風雨導致船隻翻覆，但他被一個龍女救到暗澳，並與她結婚生子，後來帶著兒子離開了十幾年後，六十歲才又回到當地。

## 同名地點
今澎湖的東文里和西文里在日治時期時被稱為文澳，而文澳又是在清領時期時從「暗澳」轉變而來，但跟暗澳山傳說沒有關係。

## 現代研究
暗澳的傳說很有可能是來自於荷蘭威廉·巴倫支船長於1596年5月開始的第三次前往北極的航行，該次航行主要目的是要尋找從北極抵達亞洲的航道，特別是傳說中連接北冰洋和太平洋的亞泥俺海峽，船隊在6/19抵達斯匹茲卑爾根島，並且在熊島因為意見分歧而分頭走，其中巴倫支率領的船隊在新地島受困，直到隔年6月才以小舟離開新地島，並於11月回到荷蘭，過程中巴倫支船長也去世了。
此航海中，有許多部份跟暗澳山傳說相當類似：
| 暗澳山傳說                         | 巴倫支航行                                                                                             |
| ---------------------------------- | --- |
| 一年一晝夜                         | 斯匹茲卑爾根島和新地島均位於北極圈，已出現永晝現象                                                     |
| 山明水秀、萬花遍山                 | 斯匹茲卑爾根島因為北大西洋暖流經過而生態較豐富                                                         |
| 荷蘭人船長將人留在當地，給一年之糧 | 船隊於熊島一分為二，而巴倫支船長的船隊在新地島受困近一年                                               |
| 黑時俱屬鬼怪，其番遂漸次而亡       | 在新地島過冬時，除了永夜現象外，還要對抗北極熊的攻擊                                                   |
| 石上留字                           | 倖存者離開當地時，在臨時搭建的避難屋中寫下他們的經歷，如果自己無法回到荷蘭，也有機會把發生的事告訴後人 |

此外，亞泥俺（Anian）海峽的音譯接近「暗洋」，而其葡萄牙文則是念作Anião，音近「暗澳」，且當時的人認為亞泥俺海峽位於日本北方，而日本又位於台灣東北方，跟傳說中的暗澳山不謀而合。很有可能是荷蘭人將巴倫支船長的經歷帶來亞洲後，以訛傳訛之下變成了暗澳傳說。